# Южный Бриансон
Южный Бриансо́н (фр. Briançon-Sud) — кантон во Франции, находится в регионе Прованс — Альпы — Лазурный Берег, департамент Верхние Альпы. Входит в состав округа Бриансон.
Код INSEE кантона — 0525. Всего в кантон Южный Бриансон входит 5 коммун, из них главной коммуной является Бриансон.
Кантон был образован в 1973 году.

## Коммуны кантона
| Коммуна            | Население, чел. (1999) | Почтовый индекс | Код INSEE |
| ------------------ | ---------------------- | --------------- | --------- |
| Бриансон           | 7 316                  | 05100           | 05023     |
| Виллар-Сен-Панкрас | 1 410                  | 05100           | 05183     |
| Пюи-Сен-Пьер       | 354                    | 05100           | 05109     |
| Пюи-Сент-Андре     | 462                    | 05100           | 05107     |
| Сервьер            | 129                    | 05100           | 05027     |

## Население
Население кантона на 2007 год составляло 10 511 человек.
| 1962 | 1968 | 1975 | 1982 | 1990  | 1999  | 2006 | 2007   | 2008 |
| ---- | ---- | ---- | ---- | ----- | ----- | ---- | ------ | ---- |
| —    | —    | —    | —    | 9 391 | 9 671 | —    | 10 511 | —    |